# Hum vára
Hum vára egy kisebb középkori vár volt Horvátországban, a Varasd megyei Breznički Hum határában.

## Fekvése
A hosszúkás és viszonylag szabályos Humščak-domb szerves része Varasd megye délnyugati része domborzatának, vagyis a Breznički Humtól északra fekvő mikrorégiónak. Ennek a területnek a természeti képét 150–300 m abszolút magasságú dombok és dombok jellemzik, amelyek a Kemléki-hegység nyugati legszélső, kiugró részeihez tartoznak. Az erdős Humščak keleti-nyugati irányban, 370 m magassággal uralja ezt a szabálytalan völgyekből és dombokból álló hullámzó tájat. A domb több mint 70 méterrel emelkedik a környező terep fölé. A kiváló stratégiai fekvés, a környező területek áttekinthetősége és a gazdag természeti környezet, mely számos bőséges vízfolyással rendelkezik kedvező feltételeket teremtettek egy vár felépítéséhez. 

## Története
A várról nincsenek bőséges történeti források. Az egyetlen írásos említés egy Ferdinánd király által kiadott rendelet, melyben megemlíti Lovrečinát, egy Csázmával szemben álló elhanyagolt tornyot, valamint két fa erődöt Humon és Cheynován. Cheynova könnyen azonosítható az innen délkeletre fekvő a Čanjevo határában álló Csányó várával, míg a másik vár kétségkívül a régi Hum, a mai Breznički Hum közelében keresendő. Breznički Hum a régi Hum Dolnji és Hum Gornji falvak összevonásával jött létre.

## A lelőhely mai állapota
A lelőhelyen az első terepfelmérést 2001-ben végezték, amely rögzített bizonyos felszíni leleteket, amelyek akkor még nem voltak időrendi szempontból meghatározva, mert nem állt rendelkezésre elegendő adat. A kutatómunka csak 2010-ben folytatódott azzal a céllal, hogy itt egy korabeli őrtorony, horvátul čardak maradványait azonosítsák. A több napos kutatás során őskori, ókori, középkori és kora újkori leleteket is találtak. A lelőhelyet a Humščak fennsíkjának legnyugatibb részén azonosították, ahol tégladarabok, égett föld és korongolt kerámiák sokasága került elő. A teraszos terep kibővítését minden bizonnyal legalább részben emberi beavatkozás alakította ki. A leletek mellett árulkodók voltak a közelben fekvő egyes területek helynevei, mint a „Pri gradu” (vár előtt) és a „Zagrad” (vár mögött) nevek. 
A feltételezett lelőhelyen kutatóárkokat ástak, hogy a leleteket időrendi vonatkozásban meghatározzák. Ezek alapján a felső rétegeket a 15. századra, vagy a 16. század elejére tették. Arra vonatkozóan, hogy az itt állt építmény valóban fából készült a megtalált nagyszámú kovácsolt szegből következtettek. Egyes szegek deformációi azt mutatják, hogy keményfába verve sérültek meg. A szegeken nincs égés vagy gyújtogatás nyoma, így az általuk összekötött épület sem sérülhetett meg tűzben. A megvizsgált régészeti rétegekben sem regisztráltak olyan égésmaradványokat, amelyek tüzet jeleznének. Így arra következtettek, hogy a fa erődítmény elhagyatva egyszerűen összeomlott. 
A kutatási területen feltárt épületszerkezetek töredékesek és funkciójuk egyelőre nincs meghatározva, de nyilvánvaló, hogy mind ugyanabban az időszakban működtek. Találtak egy kőfalat is, mely 2 m hosszúságban megmaradt, szélessége körülbelül 65 cm, magassága pedig körülbelül 60 cm volt. A téglatörmelékek arra utalnak, hogy a váron belüli egyes épületek téglából épültek. A kályhák sokféle formája arra utalhat, hogy az épületekben akár két kályha is volt: az egyik szerényebb és egyszerűbb felépítésű, a másik pedig szebb kivitelű. Az itt élő rengosabb személyre utalnak bizonyos értékesebb tárgyak, üveg, majolika, bronz aranyozott fonal és mások. A fémtárgyak közül kiemelkednek a katonai jellegűek, puskagolyók, nyílhegyek, lószerszámok maradványai. A leletek között túlsúlyban voltak azok, amelyek a 16. század elejének mindennapjait tükrözik és a hely katonai jellegét hangsúlyozzák.